# Plaza del Gas
La plaza del Gas es una plaza ubicada en la calle Quintana de la villa de Bilbao. Se sitúa en la intersección entre el parque Etxebarria y el ayuntamiento de Bilbao, junto a la plaza Ernesto Erkoreka.

## Historia
Hasta principios de 2003, la plaza del Gas era un solar ocupado por plazas de aparcamiento en superficie y por los restos de una antigua fábrica de gas, siendo utilizada circunstancialmente como escenario para los conciertos de la Aste Nagusía entre 1990 y 2002.
En febrero de 2003 se firmó, entre el ayuntamiento y los promotores UTE Bami-Jaureguizahar, el acuerdo de reordenación de la zona, y en octubre de 2007 el proyecto se hizo realidad, recuperándose la plaza del Gas como corredor natural entre el parque Etxebarria y la Ría.

## Medios de transporte
- Estación de Casco Viejo del metro de Bilbao a partir de la calle Sendeja en dirección al Ayuntamiento de Bilbao.
- Estación de Abando del metro de Bilbao desde la plaza Circular a partir de la calle Buenos Aires, atravesando el puente del Ayuntamiento hasta la plaza Ernesto Erkoreka.
- Estación de Pío Baroja del tranvía de Bilbao.
- Estación de Uribarri del metro de Bilbao desde la avenida Zumalacárregui.